# Volta a Xile
La Volta a Xile és una cursa ciclista per etapes que es corre a Xile. La primera edició es disputà el 1976 i el 2005 va entrar a formar part de l'UCI Amèrica Tour.

## Palmarès
| Any       | Vencedor                | Segon                   | Tercer                  |
| --------- | ----------------------- | ----------------------- | ----------------------- |
| 1976      | Giovanni Fedrigo        | Guido Van Calster       | Franco Preda            |
| 1977      | Antonio Londoño         | Luis Carlos Manrique    | Hernán Donneys          |
| 1978      | Norberto Cáceres        | José Patrocinio Jiménez | Alberto Minetti         |
| 1979      | Alfonso Flórez          | José Patrocinio Jiménez | Antonio Londoño         |
| 1980      | Plinio Casas            | Fernando Vera           | Sergio Aliste           |
| 1981      | Marc Somers             | Alexi Grewal            | Roberto Muñoz           |
| 1982      | Julio Alberto Rubiano   | Alexi Grewal            | José Patrocinio Jiménez |
| 1983      | Roberto Muñoz           | Miguel Droguett         | Steve Tillford          |
| 1984      | Renan Ferraro           | Antonio Silvestre       | Carlos Correa           |
| 1985      | Federico Moreira        | Fernando Vera           | Jaime Bretti            |
| 1986      | José Dario Hernández    | Gabriel Saviao          | Wanderley Magalhaes     |
| 1987      | Peter Tormen            | Fabio Acevedo           | Carlos Neira            |
| 1988      | Fernando Vera           |                         |                         |
| 1989      | Julio Cesar Ortegón     | Edgard Ruiz             | Héctor Palacios         |
| 1990      | Sergei Soukoroutchenkov | Omar Trompa             | Henry Ortiz             |
| 1991      | Pàvel Tonkov            | Marco Milesi            |                         |
| 1992      | Youri Sourkov           |                         |                         |
| 1993-1994 | No disputada            |                         |                         |
| 1995      | Ricardo Meza            |                         |                         |
| 1996      | Christophe Moreau       | Félix García Casas      | Pascal Hervé            |
| 1997      | Patrice Halgand         | Félix García Casas      | Pascal Hervé            |
| 1998      | José Ramón Uriarte      | Andrei Kivilev          | Marcel Wüst             |
| 1999      | Luis Sepúlveda          | Márcio May              | Luis Romero             |
| 2000      | Luis Sepúlveda          | Richard Rodríguez       | José Medina             |
| 2001      | David Plaza             | Andrei Sartassov        | Gonzalo Garrido         |
| 2002      | Gonzalo Salas           | Marcelo Agüero          | Edgardo Simón           |
| 2003      | Marco Arriagada         | José Medina             | Jorge Giacinti          |
| 2004      | Marco Arriagada         | José Medina             | Marcelo Arriagada       |
| 2005      | Edgardo Simón           | Gonzalo Salas           | Marco Arriagada         |
| 2006      | Andrei Sartassov        | Jorge Giacinti          | Luis Sepúlveda          |
| 2007-2010 | No disputada            |                         |                         |
| 2011      | Gonzalo Garrido         | Sergio Godoy            | Vicente Muga            |
| 2012      | Patricio Almonacid      | Félix Cárdenas          | Gonzalo Garrido         |
| 2013-2016 | No disputada            |                         |                         |
| 2017      | Nicolás Paredes         | Cristian Montoya        | Efrén Santos            |